# Vaskút
Vaskút est un village et une commune du comitat de Bács-Kiskun situé en Hongrie.
La population de ce village est de 3.327 habitants (en 2015).
Ce village a une surface de 71.49 km².